# Sumaré
Sumaré é um município brasileiro do estado de São Paulo e uma das cidades mais importantes da Região Metropolitana de Campinas. Sua população de acordo com o Censo 2022 (IBGE) era de 279 545 habitantes. A cidade é a segunda maior da Região Metropolitana de Campinas, ficando atrás apenas de Campinas. O município é formado pela sede e pelo distrito de Nova Veneza.
Tem suas origens nas antigas sesmarias do século XVIII, com referências ao Ribeirão Quilombo desde 1799. Inicialmente parte da Freguesia de Nossa Senhora da Conceição das Campinas do Mato Grosso, a região se desenvolveu com a chegada de imigrantes portugueses e italianos no século XIX, impulsionada pela expansão da cultura cafeeira. O povoado, então chamado Rebouças, foi elevado a distrito de Campinas em 1909 e, em 1945, adotou o nome Sumaré, inspirado na orquídea Cyrtopodium punctatum, para evitar duplicidade com outra cidade homônima no Paraná.
A emancipação político-administrativa de Sumaré ocorreu em 1º de janeiro de 1953, desmembrando-se de Campinas. O município experimentou um crescimento populacional significativo a partir da década de 1960, especialmente nos anos 1970, devido à industrialização e à oferta de terrenos a preços acessíveis. Empresas como a 3M do Brasil se instalaram na região, atraindo migrantes de diversas partes do país e transformando Sumaré em um polo industrial.
Além da indústria, Sumaré possui uma economia diversificada, com setores de comércio e serviços em expansão. Sua localização estratégica, próxima a importantes rodovias como Anhanguera, Bandeirantes e Dom Pedro I, facilita o acesso a cidades vizinhas como Campinas e Americana, bem como à capital paulista. O município também abriga empresas multinacionais, contribuindo para seu desenvolvimento econômico e geração de empregos.

## História
Sumaré tem a sua origem a partir de uma sesmaria. As mais antigas referências à região do Quilombo, há mais de 200 anos, são encontrados em documentos de doação das sesmarias. A mais antiga informação que se tem sobre Sumaré refere-se ao Ribeirão Quilombo. Um documento datado de 1799 cita esse curso d´agua, fazendo referência geográfica. Surge no planalto paulista a Freguesia de Nossa Senhora da Conceição das Campinas do Mato Grosso, em meados do século XVIII, posteriormente Vila de São Carlos.[carece de fontes?]
Com o desmembramento das sesmarias, a região passa a ser formada por fazendas. O desenvolvimento da cultura cafeeira impulsionou o crescimento da região. Em Sumaré os imigrantes vieram quando o café chegou a Campinas na segunda metade do século XIX. A produção cafeeira avançava para o oeste paulista, agora ocupado pelos imigrantes. Os imigrantes compravam terras, praticavam a agricultura nas imediações de Sumaré ou abriram comércio na zona urbana.[carece de fontes?]
Os primeiros imigrantes de Rebouças eram portugueses e italianos, os portugueses pertenciam às famílias Valle Mello, Raposeiro, Pereira, Aranha, Miranda, Teixeira, Leite, Duarte e Camargo; os de origem italiana eram das famílias Noveletto, Guidotti, Biancalana, Franceschini, Foffano, Fabbri, Bosco, Basso, Breda, Marangoni, Montanher, Menuzzo, Ravagnani e outros. Vieram também alguns imigrantes russos, alemães, austríacos, espanhóis e norte-americanos.[carece de fontes?]
O território de Rebouças era todo formado por fazendas e abrangia todas as terras que hoje formam Hortolândia, Nova Veneza e Nova Odessa. Em Hortolândia havia a grande fazenda Terra Camarguense, que hoje são os bairros Jardim Amanda I e II.[carece de fontes?]
Constituída por fazendas cafeeiras, no dia 26 de julho de 1868 foi construída uma capela dedicada a Nossa Senhora de Sant’Ana, marco da fundação de Sumaré, uma pequena vila pertencente a Campinas. No ano de 1875, com a inauguração da estação da Companhia Paulista de Estradas de Ferro, o povoado progrediu rapidamente. A Estação recebeu o nome de um dos maiores engenheiros brasileiros, Antônio Pereira Rebouças Filho, que projetou muito da malha ferroviária paulista e paranaense. 

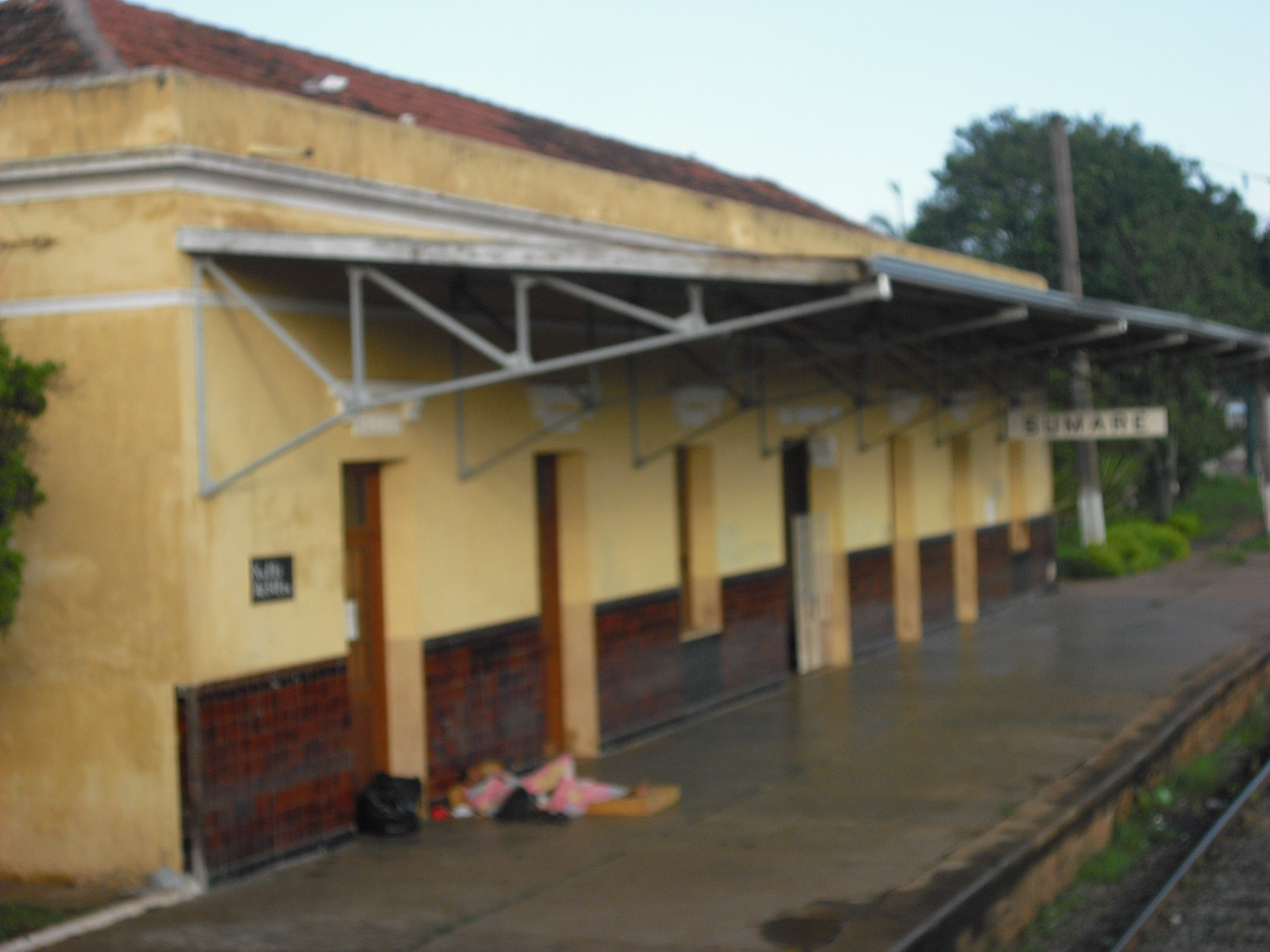
Estação Ferroviária de Sumaré

O vilarejo crescia ao redor da Estação de Rebouças, impulsionado pelo comércio, pela incipiente indústria de sabão, de tijolos, de bebidas e pela atividade extrativa da madeira. Com a passagem da estrada de ferro, Quilombo passou a se chamar Rebouças e em 1909 tornou-se Distrito de Paz de Campinas. Até o ano de 1914 a Igreja de Sant’Ana era pertencente a paróquia Nossa Senhora do Carmo, de Campinas, a partir desse ano a Igreja do povoado de Rebouças é elevada a condição de Paróquia.[carece de fontes?]
Em meados de 1920, o povoado já contava com energia elétrica, subprefeitura, iluminação pública, posto policial, cartório, serviço telefônico, escola, igreja matriz, pronto socorro, e banda de música. Em 1934, o serviço de abastecimento de água foi inaugurado. Na vila havia armazéns, padaria, açougue, oficina de ferrar cavalo, máquina de beneficiar arroz e café, fábrica de bebidas, loja de armarinhos e farmácia; na zona rural havia engenhos de pinga e açúcar, serrarias, monjolos, moinhos de fubá, olarias, também havia fazendas que produziam café, algodão e gado.[carece de fontes?]

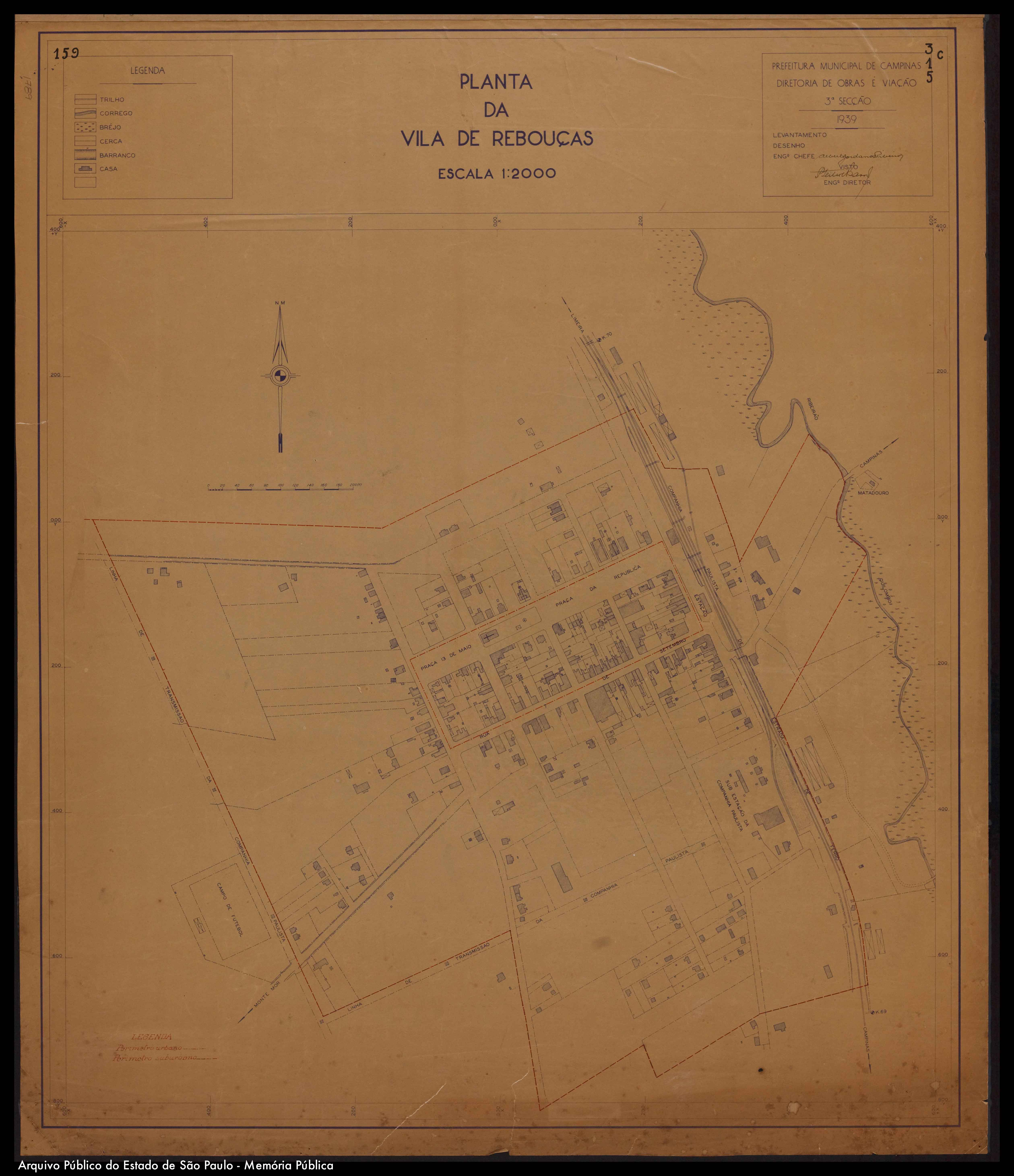
Planta de Sumaré (1939).

No ano de 1907 o povoado tinha por volta de 300 habitantes, em 1912 pouco mais de 400, e em 1940 o distrito tinha perto de 5.000 habitantes.
A escolha do nome Sumaré ocorreu por meio de um plebiscito em 1945 se deu em face que a legislação brasileira impedia que dois povoados tivessem o mesmo nome no país, e já havia uma cidade, com nome de Rebouças, no Paraná. O nome da orquídea Sumaré foi escolhido dez anos antes da emancipação politico administrativa do município, que conquistaria a sua emancipação de Campinas no 1° de janeiro de 1953. Sumaré é elevada à condição de Comarca no ano de 1964.[carece de fontes?]
A partir da década de 60, a população sumareense passou a registrar um crescimento vertiginoso. Na década de 70, o crescimento demográfico chegou a quase 400%. O então boom populacional ocorreu, basicamente, pelo desenvolvimento industrial e pela grande oferta de terrenos, a preços acessíveis. [carece de fontes?]
Sumaré passou a ser visto como uma terra de oportunidades, atraindo migrantes de todas as regiões do Brasil. Com a industrialização do Sudeste, as indústrias chegaram à Sumaré nos anos 50 e a partir de então o município vivenciou um crescimento vertiginoso a cada década. Em 1943, a 3M do Brasil se instalou e dezenas de outras indústrias seguiram o mesmo caminho, impulsionando o desenvolvimento do município.[carece de fontes?]
Portanto, a história de Sumaré se divide nitidamente em duas partes: uma até 1950 com população basicamente formada por imigrantes italianos e portugueses; depois de 1950, com presença de migrantes de todos os estados do Brasil. Em 1991, o distrito de Hortolândia conquistou a emancipação político-administrativa de Sumaré.[carece de fontes?]

## Geografia
Localiza-se a 22º49'19" de latitude sul e 47º16'01" de longitude oeste, a uma altitude de 583 metros. Possui uma área de 153,465 km².

### Hidrografia
- Ribeirão Quilombo (afluente do rio Piracicaba)
- Ribeirão Jacuba(afluente do rio Piracicaba)

### Rodovias
Os principais acessos à cidade são:
- SP-330 - Rodovia Anhanguera
- SP-348 - Rodovia dos Bandeirantes

### Ferrovias
- A Estação Ferroviária de Sumaré faz parte Linha-Tronco da antiga Companhia Paulista de Estradas de Ferro.

## Demografia

### População
| Crescimento populacional                             | Crescimento populacional | Crescimento populacional | Crescimento populacional |
| Ano                                                  | População Total          |                          | %±                       |
| ---------------------------------------------------- | ------------------------ | ------------------------ | ------------------------ |
| 1958                                                 | 6 648                    |                          | —                        |
| 1960                                                 | 10 663                   |                          | 60,4%                    |
| 1970                                                 | 23 074                   |                          | 116,4%                   |
| 1980                                                 | 101 851                  |                          | 341,4%                   |
| 1991                                                 | 226 870                  |                          | 122,7%                   |
| 2000                                                 | 196 723                  |                          | −13,3%                   |
| 2010                                                 | 241 311                  |                          | 22,7%                    |
| 2022                                                 | 279 545                  |                          | 15,8%                    |
| Est. 2024                                            | 289 787                  | [ 9 ]                    | 3,7%                     |
| Fontes: Censos Demográficos IBGE e Estimativas SEADE |                          |                          |                          |

### Religião
O cristianismo se faz presente na cidade da seguinte forma:
A Igreja Católica é representada pela Arquidiocese de Campinas.

## Política e administração

### Governo
Ver também:Lista de prefeitos de Sumaré
- Prefeito:Henrique do Paraíso (REP) - (2025-2028)[16]
- Vice-prefeito:André Da Farmácia (MDB) - (2025-2028)

### Subdivisões
Atualmente o município de Sumaré possui 7 (sete) divisões regionais:
1. Centro
2. Nova Veneza
3. Picerno
4. Maria Antônia
5. Área Cura
6. Matão
7. Área Rural

## Economia

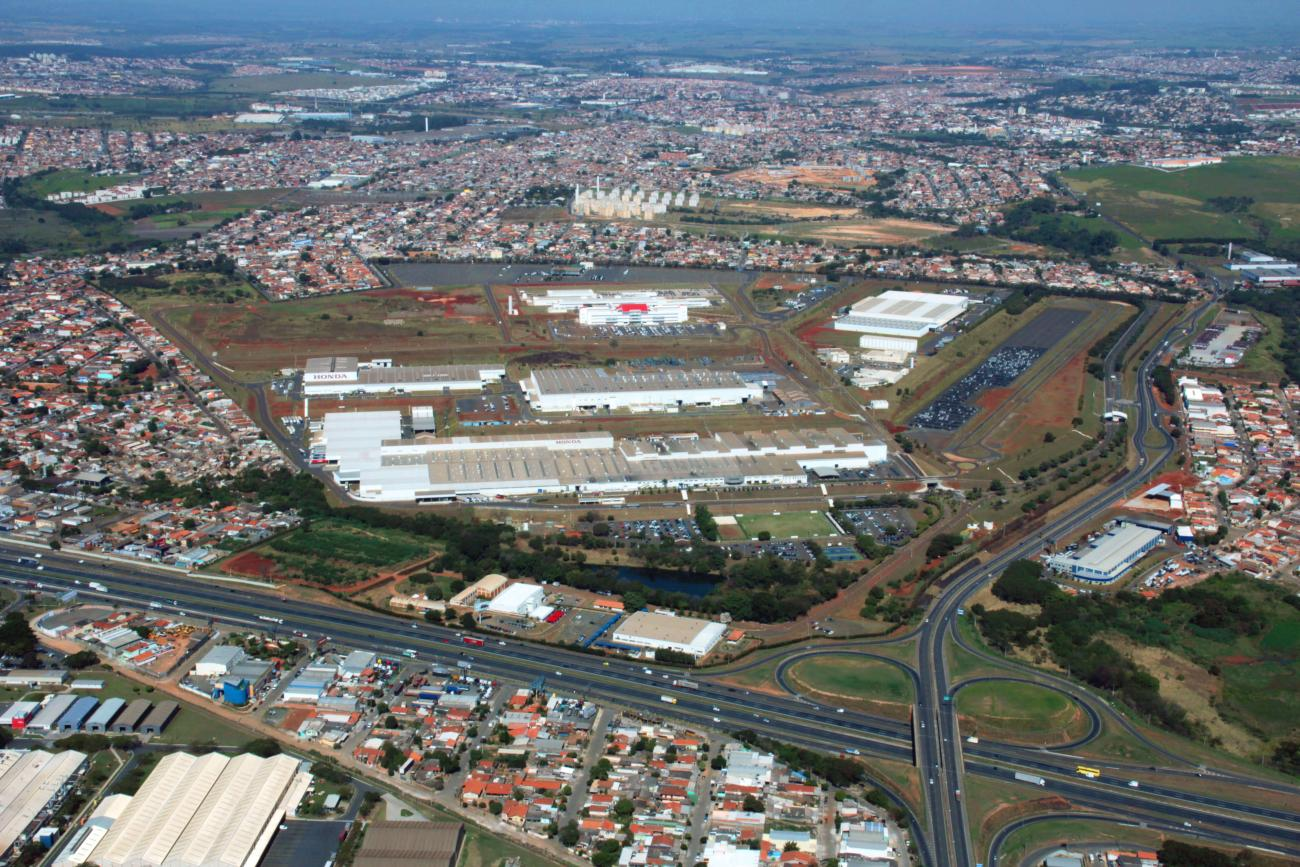
Fotografia Aérea da Honda Automóveis do Brasil, localizada em Sumaré-SP, no endereço Estrada Municipal Valêncio Calegari, 777 - Distrito de Nova Veneza.

Em 2022, o PIB de Sumaré foi de 16,2 bilhões de reais. Em 2021, o PIB per capita era de 55.816,79 reais. O setor industrial tem sido o maior contribuinte para o PIB de Sumaré. Em 2010, por exemplo, a indústria representava 60,45% do PIB do município.
Sumaré é a sede da Honda Automóveis na América do Sul e o local de sua primeira fábrica de automóveis no país, inaugurada em 1997. A unidade de Sumaré se consolida como centro estratégico para o negócio de automóveis e permanece com a produção do conjunto motor, que incluiu Fundição, Usinagem e Montagem de Motores, além dos processos de Injeção e Pintura Plástica, Ferramentaria, Engenharia de Qualidade, Planejamento Industrial, P&D, áreas administrativas da Honda, Centro de Treinamento Técnico e Divisão de Peças.

## Infraestrutura

### Sistema viário
A cidade tem várias avenidas importantes que ligam as regiões ao centro. Entre elas se destacam a Avenida Rebouças na região central, que liga Sumaré aos municípios de Nova Odessa e Americana. No distrito de Nova Veneza a Avenida da Amizade possui um forte centro comercial  e onde se localizam indústrias como a Amanco Tubulações, o Hospital Estadual e o Condomínio Vila Flora, sendo o mais populoso condomínio da cidade. Também se localiza na Avenida da Amizade a garagem da empresa de ônibus Ouro Verde. Os principais bancos estão instalados na avenida: Bradesco, Itaú, Santander. A bela avenida é muito utilizada pelos moradores da região para lazer e caminhadas.
Duas das principais rodovias do país cortam a cidade: Anhanguera e Bandeirantes, além de uma importante ferrovia: a Linha Tronco da CPEF (concedida à Rumo Logística), o que faz do município um importante centro logístico.

### Comunicações

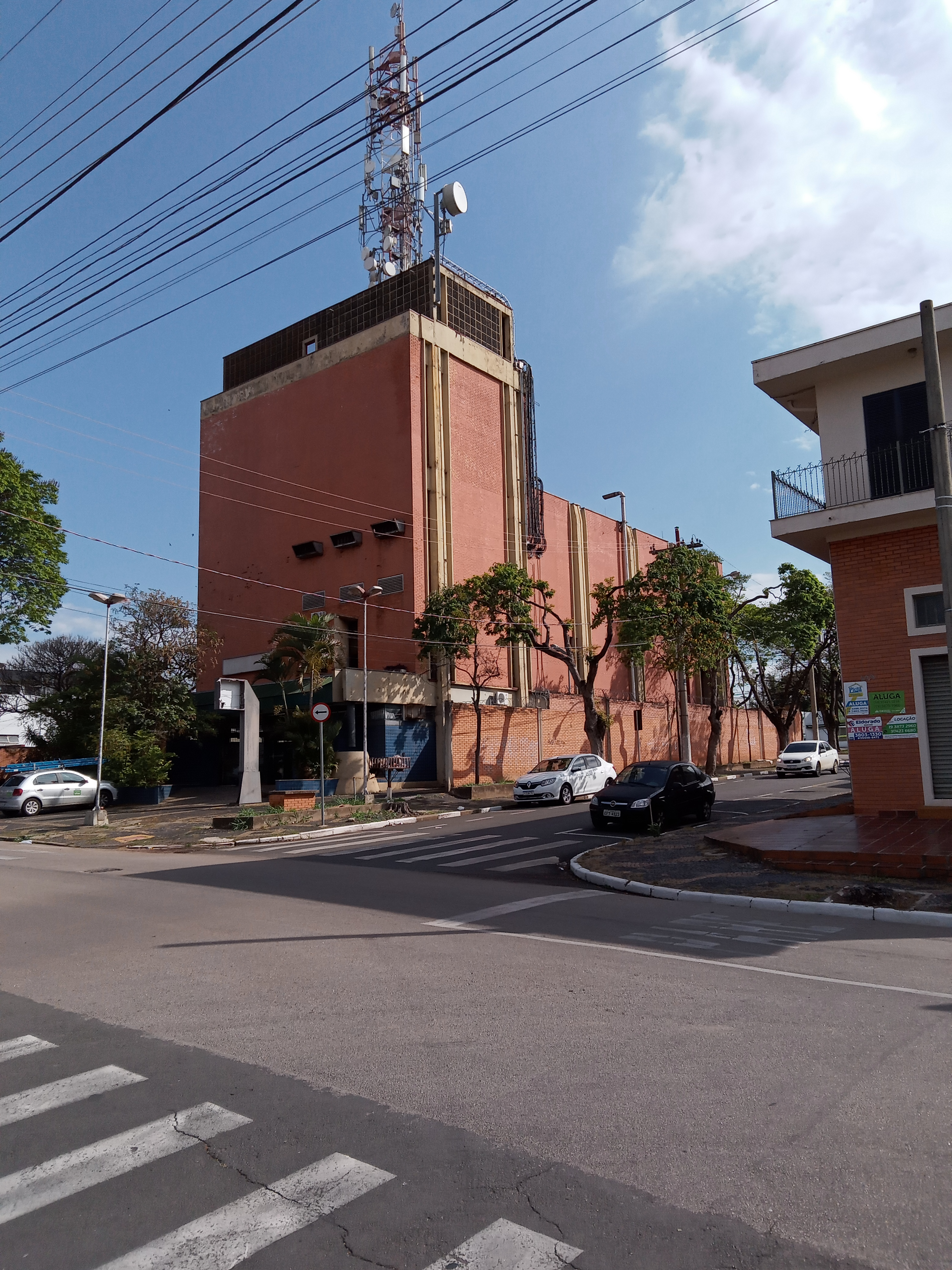
Central telefônica de Sumaré.

A cidade era atendida pela Empresa Telefônica Sumaré, que inaugurou o sistema de telefones automáticos na cidade em 1968. Em 1973 passou a ser atendida pela Telecomunicações de São Paulo (TELESP), que inaugurou em 1976 a central telefônica utilizada até os dias atuais e implantou o sistema de discagem direta à distância (DDD) em 1978, com o código de área (0192). Posteriormente inaugurou as outras centrais telefônicas da cidade, todas elas utilizadas até os dias atuais.
Em 1995 o código DDD da cidade foi alterado para (019), para padronização do sistema telefônico com a telefonia celular que estava sendo implantada em todo o estado.

### Energia
A responsável pelo abastecimento de energia elétrica é a CPFL Paulista, distribuidora do Grupo CPFL Energia. Esta empresa garante o fornecimento de energia para residências, comércios e indústrias na região, implementando soluções para manter a eficiência e a sustentabilidade. Com investimentos contínuos em infraestrutura e inovação, a CPFL Paulista busca atender a crescente demanda energética da cidade, mantendo um compromisso com o desenvolvimento econômico e ambiental de Sumaré.

### Saneamento
O serviço de abastecimento de água é feito pela BRK Ambiental - Sumaré S.A. (BRK) e tem Departamento de Água e Esgotos de Sumaré (DAE) .

### Educação
Sumaré possui um polo da Faculdade de Tecnologia de São Paulo (FATEC) em conjunto com a Escola Técnica de São Paulo (ETEC), administrado pelo Centro Estadual de Educação Tecnológica Paula Souza, implantado no 2º semestre de 2018 e novo prédio inaugurado em 2024. O polo oferece quatro opções de curso, dentre elas Design Gráfico, Gestão de Negócios e Inovação, Gestão de Logística Integrada e Gestão de Recursos Humanos.
Possui também instituições de ensino privadas como Faculdade Anhanguera, UNIP, UNINOVE, Uniasselvi, Estácio de Sá, Unicesumar e Cruzeiro do Sul. 
Em março de 2024, o Governo Federal anunciou a instalação de um futuro campus do Instituto Federal de Ciência, Tecnologia e Educação de São Paulo (IFSP) ainda sem data de inauguração definida. 

### Saúde

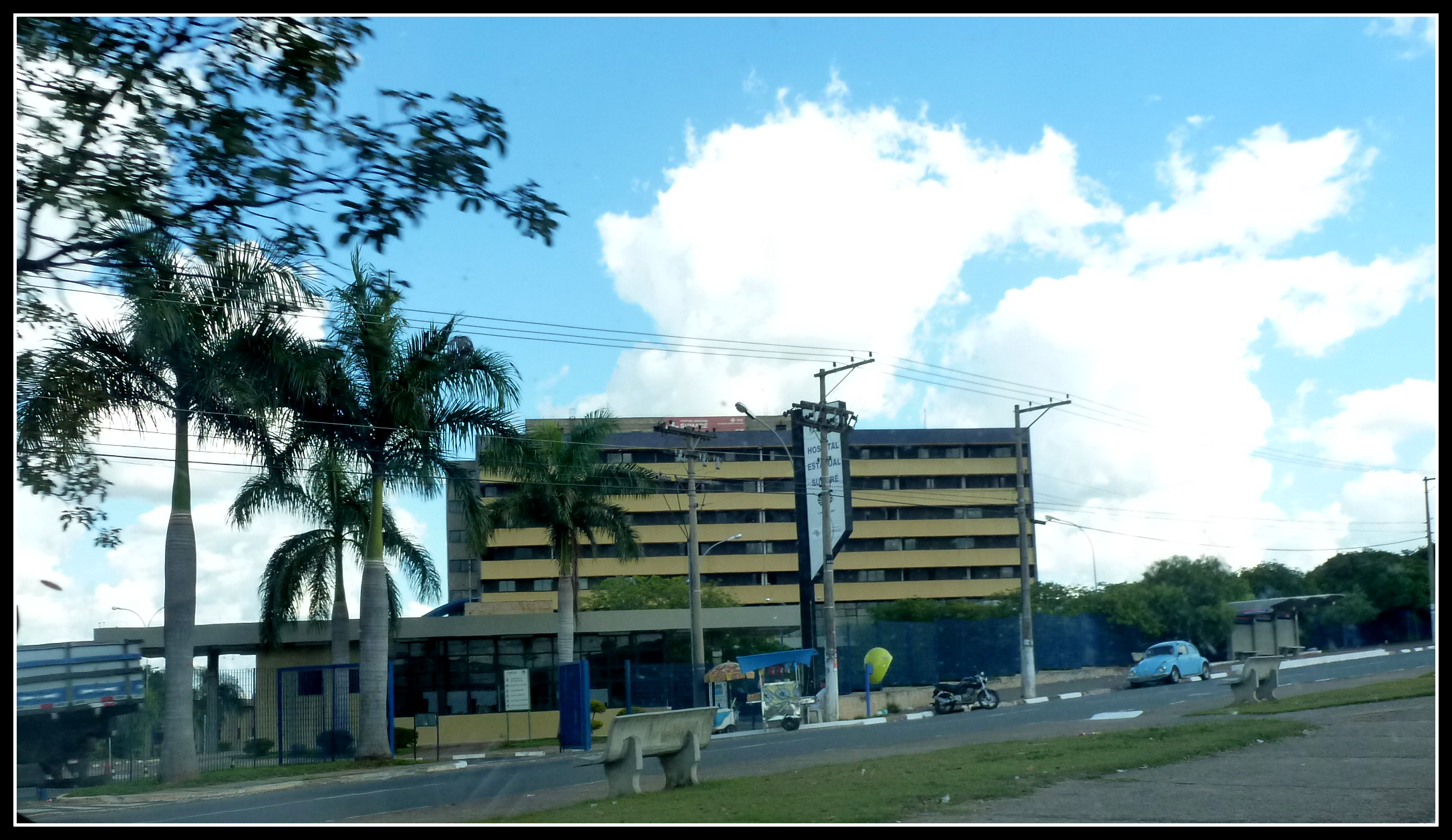
Hospital Estadual de Sumaré.

O Hospital Estadual Sumaré Dr. Leandro Franceschini (HES) é um hospital estadual que fica localizado na Avenida da Amizade, e pertence ao governo do Estado de São Paulo. O hospital é dirigido pela Unicamp, da cidade de Campinas. O Hospital atende pacientes de Sumaré de toda região.  
Lastreado por um patamar de excelência, o HES-Unicamp segue parâmetros internacionais de qualidade, como o estabelecido pela certificação de Acreditação Nível 3 da ONA conquistada em 2006 e pela Acreditação Canadense conquistada em 2012. O Canadian Council on Health Services é uma das mais renomadas empresas de acreditação do mundo. 
Os objetivos eram ousados e no ano de 2016, foi a vez da conquista do certificado da Accreditation Canada International (ACI) com o nível Diamante da metodologia Qmentum. O HES-Unicamp foi o primeiro hospital do interior do país a conquistar o selo Diamante.
A proposta de incorporar uma certificação inédita para a área da Saúde da Unicamp começou logo após sua inauguração. O primeiro resultado se materializou em 2002, com um título inédito: a Acreditação Hospitalar Nível 1. A primeira entre os hospitais públicos do Estado de São Paulo e a segunda entre hospitais públicos do país.
Aos poucos, a proposta de Acreditação Hospitalar adquiriu forma mais complexa e em 2003, o HES-Unicamp foi o primeiro hospital público do Brasil a conquistar o Certificado de Acreditação Hospitalar Nível 2.
No ano de 2004, o HES-Unicamp recebeu o título de Hospital Amigo da Criança (IHAC), concedido pelo Ministério da Saúde e Unicef. O título é uma chancela para o atendimento de alta qualidade à gestante e ao recém-nascido. Em 2015 houve a recertificação.
Em julho de 2006, a consagração final da ONA. A conquista da Acreditação Hospitalar Nível 3, a mais alta no padrão da certificação. Na época, foi considerado um dos três melhores hospitais públicos do país. Tratava-se de um fato inédito para um hospital público de ensino, já que apenas oito hospitais no Brasil, cinco privados – no estado de São Paulo apenas o Hospital Oswaldo Cruz – possuíam essa acreditação.
Somando-se aos esforços de qualidade no escopo da Acreditação Hospitalar, em 2009 a diretoria do HES-Unicamp decidiu pela adesão ao Programa de Acreditação Internacional – Accreditation Canada. Um pré-requisito que a unidade da Unicamp já havia cumprido era a obtenção do certificado da Organização Nacional de Acreditação (ONA) em nível máximo (3), conquistada em 2006.
Foram dois anos de adequações antes da criteriosa auditoria do comitê do CCHSA, em 2012, chancelar o HES-Unicamp, que foi o primeiro do interior do país a conquistar a acreditação. A Acreditação Canadense, válida por três anos, é focada em ações para integralidade do cuidado ao paciente, estabelecendo rotinas e protocolos mais rigorosos que garantem ao usuário medidas seguras a cada intervenção, desde a sua entrada até a alta hospitalar. A recertificação ocorreu em 2015.
Já a metodologia Qmentum é uma atualização da metodologia Canadian Council for Health Services Accreditation (CCHSA), conquistada pelo HES-Unicamp em 2012. A ACI nível Diamante – a mais elevada na categoria – monitora padrões de desempenho nas áreas de qualidade da assistência e segurança do paciente definidos mundialmente para instituições de saúde. (Fonte: página HES-Unicamp) 
O Hospital possui serviço de Capelania formado pelos capelães Padre Claudiney Ferreira de Almeida e Pastor Tércio Carolino Cândido e vários voluntários. Esse é um trabalho importante de humanização e se destaca pelas visitas aos leitos e aos departamentos do hospital e apresentação de coral diversos momentos do ano.
Em 2022, o Hospital Estadual Sumaré Dr. Leandro Franceschini (HES-Unicamp) foi eleito o melhor hospital público do Brasil, segundo o ranking elaborado pelo Instituto Brasileiro das Organizações Sociais de Saúde (Ibross), em parceria com a Organização Pan-Americana da Saúde (OPAS/OMS), o Instituto Ética Saúde (IES) e a Organização Nacional de Acreditação (ONA). 

## Cultura e lazer
Sumaré cresceu muito nos últimos anos, mas preserva algumas características aconchegantes, como praças públicas arborizadas, locais para caminhadas e espaços de convivência.
Tem vários tipos de turismo: rural, pedagógico, pesca, de lazer, de negócios, religioso, de eventos, histórico e gastronômico.

### Shopping
Em Sumaré, o Shopping ParkCity Sumaré encontra-se localizado na região central, no endereço  Av. Rebouças, 3400 - Jardim Paulista, - CEP 13171-065, e foi inaugurado em 14 de novembro de 2019.
O Shopping ocupa uma área de 47.793 m², sendo apenas 24.478 m² de área construida. Ele compartilha um estacionamento de +600 com um hipermercado da rede Savegnago,e tem um petshop da rede Cobasi, localizado nas dependências do Shopping
Ele conta com 5 salas de cinema da rede Cineflix, com 1 academia e uma unidade do PoupaTempo Sumaré localizadas no piso superior,tem 78 lojas,15 operações de fast-food,12 quiosques, 1 centro de lazer e 3 megalojas.

### Turismo religioso

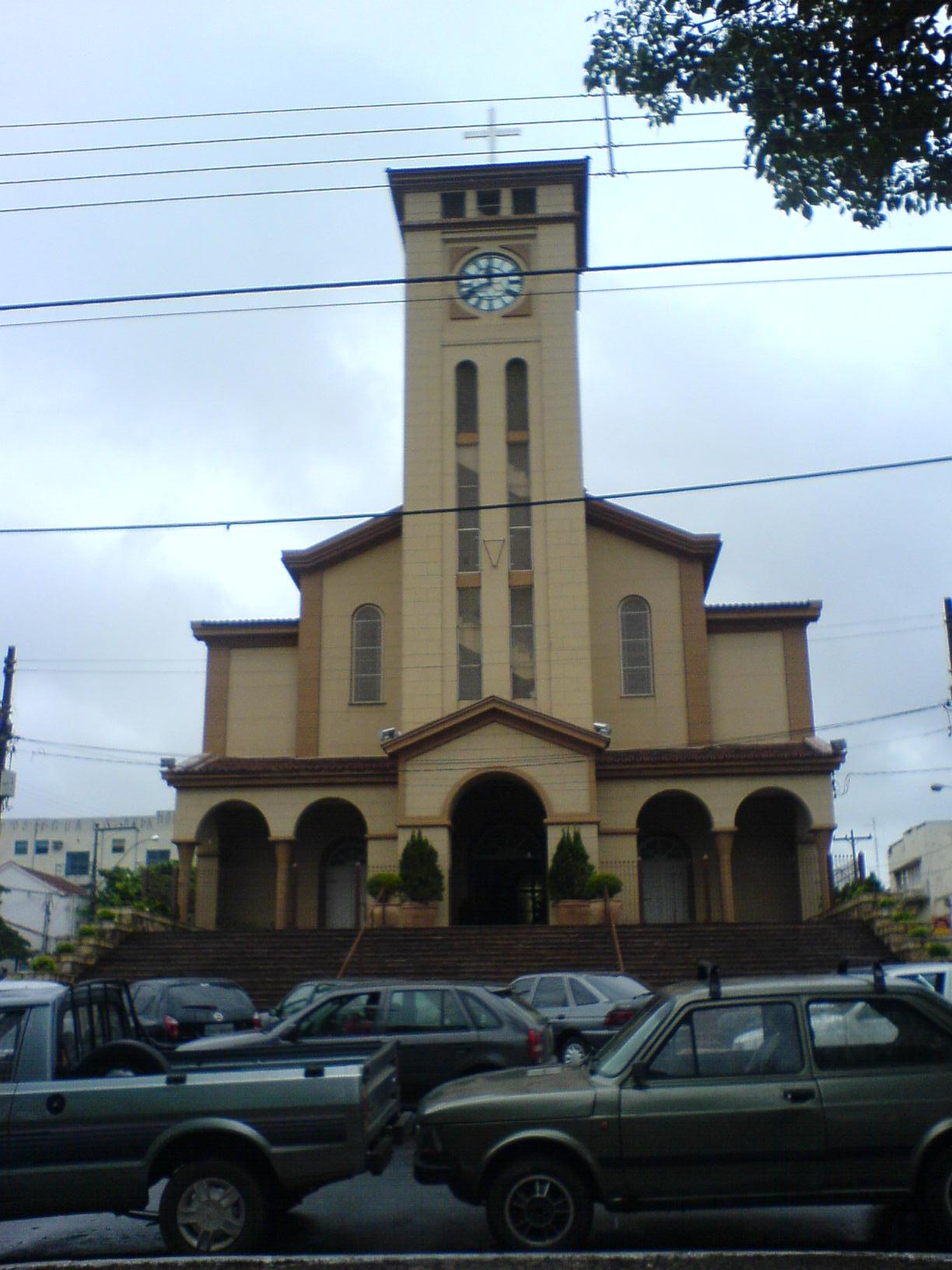
Igreja matriz.

Na região central encontra-se a Igreja Santa Teresinha do Menino Jesus, desmembrada da Paróquia Sant´Ana e constituída Matriz paroquial em 1998. Teve sua antiga igreja demolida, reconstruída e inaugurada em 2018. Sendo assim, é um belíssimo templo muito procurado para cerimônias de casamentos, batizados e principalmente pelos devotos de Santa Teresinha, a Santa das Rosas.
Na região do Matão a Capela Bom Jesus foi inaugurada em 1917, pertencente à arquidiocese de Campinas, é hoje a igreja mais antiga de Sumaré. A Igreja Matriz de Sant´Ana localizada na região central, inaugurada em 1950 e desenhada pelo arquiteto que projetou a Basílica Nacional de Aparecida, em Aparecida – SP.
A Praça do Cristo Redentor é um local que proporciona uma vista panorâmica de toda área central e é um mirante do município.  

### Monumento do Cristo Redentor
Sumaré também tem seu Cristo Redentor. Ele foi construído por iniciativa de um cidadão chamado Joval Castralli, mais conhecido por Juba, dono de uma madeireira. Ele esteve no Rio certa ocasião e ficou encantado com o belo monumento carioca. Então pensou em construir uma réplica em Sumaré. Na sua fé simples, achava que seria uma maneira de prestar homenagem à cidade que o acolheu. Então, por volta de 1975, conversou com alguns amigos e organizou uma Comissão para tratar do assunto. A Comissão ficou assim constituída: Joval (presidente), Roberto Cordenonsi (1º tesoureiro), Padre Pedro Tomazini (2º tesoureiro), Ulisses Pedroni (secretário), e mais Valdemar Puche, Euclides Miranda, Luiz Cia, Flávio Pedroni, Manoel Alves e Nelson Viel.
A Comissão foi então à cidade de Leme, onde havia uma bela estátua de Cristo, para colher informações. Ficaram sabendo que uma empresa chamada "Papaiz" fazia esse tipo de trabalho. Entraram em contato com a empresa, que logo foi contratada para realizar a obra.
Para custear a obra, cada membro da Comissão doou um mil cruzeiros, além de abrir um Livro de Ouro para angariar mais dinheiro. Apurada a quantia necessária, a empresa entregou a imagem em pedaços para ser montada no local. Mas, não havia dinheiro suficiente para fazer o pedestal e montar a estátua. Era o ano de 1982. Então a imagem, desmontada, ficou na Chácara de Nelson Viel por mais de dez 10 anos. Só em 1992 a Prefeitura, por insistência da Comissão, construiu o pedestal e em 1º de agosto desse mesmo ano, a estátua foi inaugurada no Jardim Luiz Cia, em terreno doado pelo próprio Luiz Cia. Na época era pároco de Sant´Ana o saudoso Padre Mansur, grande incentivador,  e o engenheiro da Prefeitura, responsável pela obra, era o arquiteto Marco Hipólito.
A imagem do Cristo é de concreto, revestida com uma camada de gesso por fora. Tem 12 metros de altura, mais o pedestal, que mede 5 metros e tem mais 5 metros de alicerce. Seu peso é de aproximadamente 50 toneladas. Está colocada num dos pontos mais altos de Sumaré, podendo ser vista a vários quilômetros de distância. Os seus braços estendidos lembram o Cristo abençoando e protegendo a cidade de Sumaré, e esse gesto faz lembrar suas palavras: "Vinde a mim vós todos que sofreis e estais cansados, e eu vos aliviarei".